# 2013 في البرازيل
فيما يلي قوائم الأحداث التي وقعت خلال عام 2013 في البرازيل.

## رياضة
- 1 يناير – الدوري البرازيلي لكرة القدم 2013
- 1 يناير – جائزة البرازيل الكبرى 2013 الفائز سباستيان فيتل.
- 1 يناير – كأس القارات 2013 الفائز منتخب البرازيل لكرة القدم.
- 30 يونيو – نهائي كأس القارات 2013

## برامج ومسلسلات وأنمي
- تشيكيتيتاس

## وفيات

### يوليو
- 23 يوليو – جيلما سانتوس (مواليد 1929) لاعب كرة قدم برازيلي.

### أغسطس
- 24 أغسطس – نيوتن دي سوردي (مواليد 1931) لاعب كرة قدم برازيلي.
- 25 أغسطس – جيلمار دوس سانتوس نيفيس (مواليد 1930) لاعب كرة قدم برازيلي.[1]

### أكتوبر
- 8 أكتوبر – المهدي فاريا (مواليد 1933)

### نوفمبر
- 27 نوفمبر – نيلتون سانتوس (مواليد 1925) لاعب كرة قدم برازيلي.[2]